# 샤프 MZ

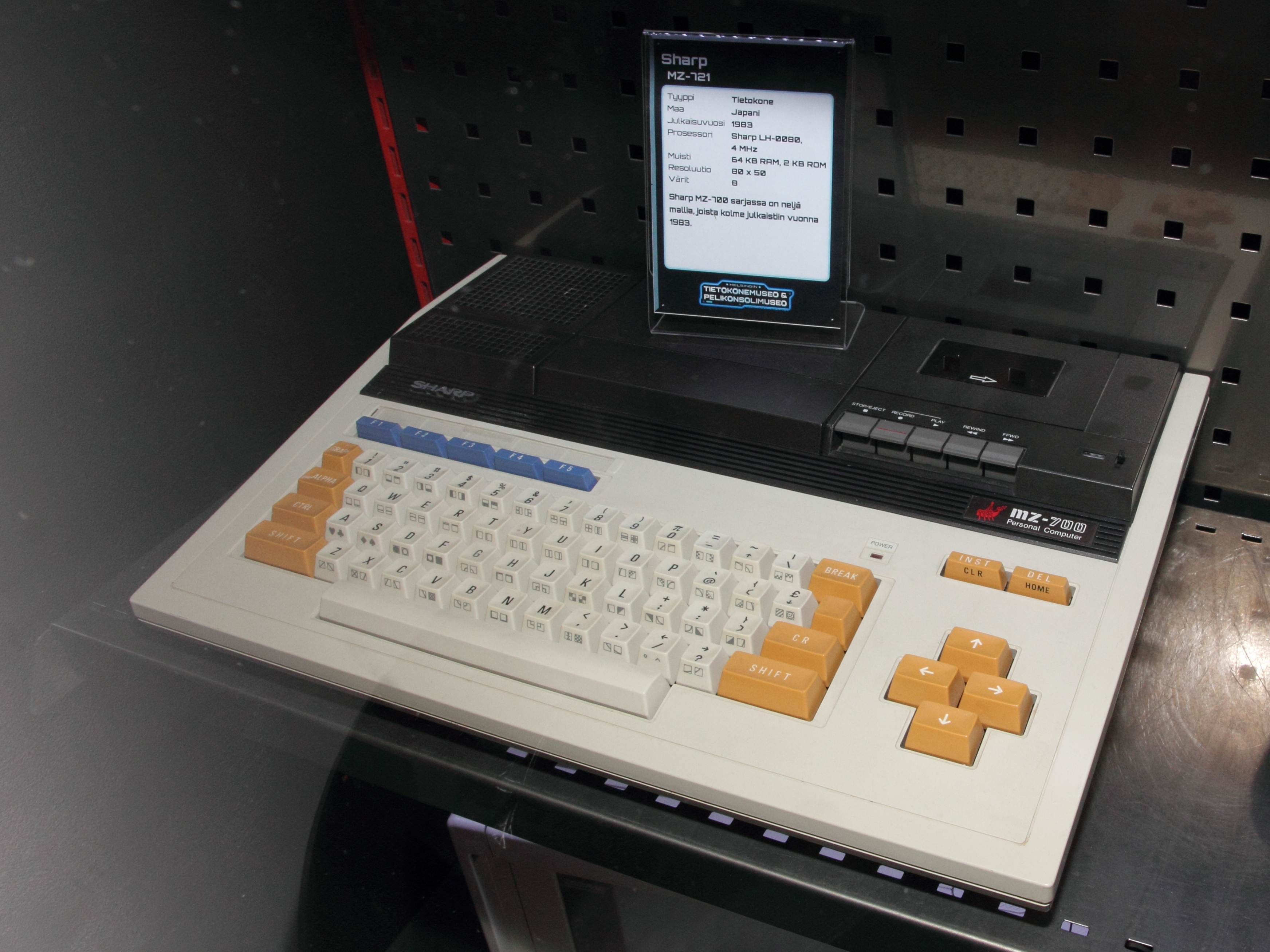
샤프 MZ-721

샤프 MZ는 1978년부터 생산된 샤프의 컴퓨터 라인이다. 

## 모델 목록
1. 샤프 MZ-80K
2. 샤프 MZ-80B
3. 샤프 MZ-80A
4. 샤프 MZ-711
5. 샤프 MZ-721
6. 샤프 MZ-5600
7. 샤프 MZ-800[1]

## 인용
1. ↑  “Sharp MZ-80K - Computer - Computing History”. 2025년 5월 31일에 확인함.